# Interferência eletromagnética

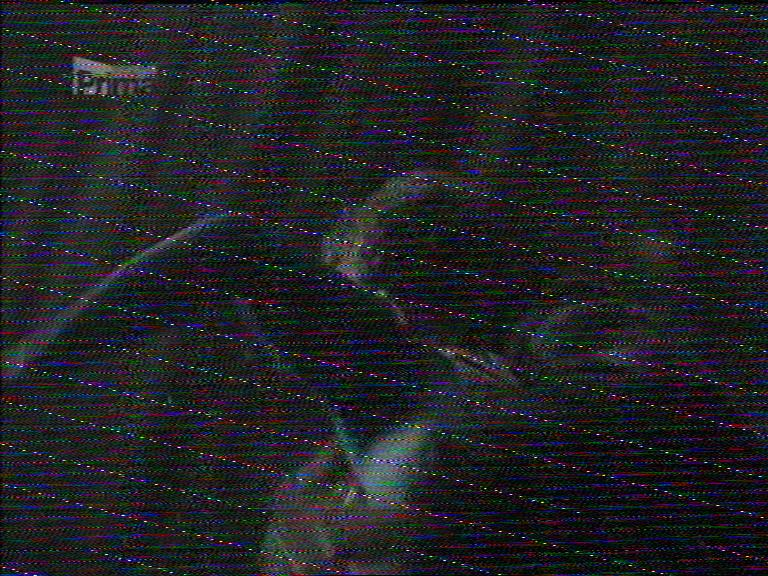
Interferência no sinal de TV analógica

Interferência eletromagnética (EMI) é um termo genérico comumente usado em eletrônica para expressar ruídos que interferem na transmissão de informação ou no funcionamento de um circuito. A sua origem pode ser oriunda de um circuito externo, pelo fenômeno da indutância ou até mesmo pela geometria dos condutores do circuito planejado.
A interferência eletromagnética tem efeito positivo ou negativo nas transmissões de TV, rádios, celulares, satélites, Internet, etc. No entanto, uma equipe de cientistas indianos, em 2019, desenvolveu um composto de temperatura ambiente que exibe alta absorção de EMI na faixa de alta frequência (8 a 18 GHz). O material mostrou uma blindagem de 99,99% de interferência eletromagnética.

A interferência eletromagnética ocorre quando uma onda elétrica ou magnética altera o funcionamento ou até mesmo danifica um aparelho . Essa interferência pode ser natural ou artificial, por exemplo o campo magnético da Terra é de origem natural e por ser muito grande causa interferência nos sistemas elétricos. Outro exemplo de interferência eletromagnética de causas naturais são as manchas solares, que costumam causar problemas nos sinais de telecomunicações devido à geração de raios cósmicos.
Em uma escala menor, podemos ver o efeito da interferência eletromagnética em nossas casas quando ligamos uma televisão antiga enquanto recebemos uma ligação no celular. Vemos que o sinal da TV ficará instável, e com algumas falhas, o mesmo acontecerá com a ligação telefônica. Nesse caso, a interferência não causa danos, apenas desconforto momentâneo. Porém, há relatos de acionamentos repentinos de alarmes e danos a equipamentos em indústrias.
A combinação de diferentes equipamentos com diferentes tecnologias, juntamente com instalações inadequadas e erros de projeto, facilita a geração de interferências que geram problemas de compatibilidade magnética onde um equipamento afeta significativamente o funcionamento do outro.
Para se ter uma ideia, qualquer circuito eletrônico pode gerar um campo eletromagnético que pode causar interferência em algum outro aparelho, mas seu efeito depende da amplitude da onda gerada e do tempo que esse campo fica ativo. Como já sabemos, se esse efeito ocorrer com frequência, pode danificar o aparelho. Como exemplo, podemos usar um capacitor que, se exposto a um pico de tensão maior do que pode suportar, degrada seu dielétrico, fazendo com que ele perca suas propriedades e pare de funcionar corretamente.
A interferência pode ocorrer de três maneiras: radiação, condução e indução. Através da radiação, a propagação ocorre a partir da fonte, utilizando o espaço como meio de condução para atingir o componente a ser afetado. Por condução, o sinal é propagado por meio de fios e cabos que conectam a fonte ao componente afetado. Por indução, o componente afetado é conectado magneticamente à fonte. O tipo menos comum de interferência que ocorre é a indução, pois dependerá da frequência e do comprimento de onda do sinal de entrada.
Existem vários métodos para evitar a interferência eletromagnética, entre eles podemos citar:
• aterramento adequado de circuitos e equipamentos;
• Utilização de dispositivos de proteção contra surtos;
• Utilização de eletrocalhas de alumínio devido à blindagem magnética;
• Utilização de filtros de rede;
• Não use cabo pp para sinais múltiplos;